# Charleval (Bocas do Ródano)
Charleval é uma comuna francesa na região administrativa da Provença-Alpes-Costa Azul, no departamento de Bouches-du-Rhône. Estende-se por uma área de 14,41 km². Em 2010 a comuna tinha 2 720 habitantes (densidade: 188,8 hab./km²).